# Кастрильон, Нильсон
Нильсон Давид Кастрильон Бурбано (англ. Nilson David Castrillón Burbano; род. 28 января 1996 года, Калото, Колумбия) — колумбийский футболист, защитник клуба «Депортиво Кали».

## Клубная карьера
Кастрильон начал профессиональную карьеру в клубе «Депортиво Кали». 14 сентября в матче против «Депортиво Пасто» он дебютировал в Кубке Мустанга. В начале 2015 года Нильсон на правах аренды перешёл в «Ла Экидад». 13 апреля в поединке против «Онсе Кальдас» он дебютировал за новый клуб. По окончании аренды Кастрильон вернулся в «Депортиво Кали».

## Международная карьера
В 2013 году в составе юношеской сборной Колумбии Кастрильон принял участие в юношеском чемпионате Южной Америки в Аргентине. На турнире он сыграл в матчах против команд Эквадора, Венесуэлы и Парагвая.
В 2015 году в составе молодёжной сборной Колумбии Нильсон занял второе место на молодёжном чемпионате Южной Америки в Уругвае. На турнире он принял участие в матчах против команд Перу, Аргентины, Уругвая и дважды Бразилии.

## Достижения
Международные
 Колумбия (до 20)
- Чемпионат Южной Америки по футболу среди молодёжных команд — 2015